# Mesciniadia infractalis
Mesciniadia infractalis är en fjärilsart som beskrevs av Walker 1864. Mesciniadia infractalis ingår i släktet Mesciniadia och familjen mott. Inga underarter finns listade i Catalogue of Life.